# Фастівський пивзавод
ДП ЗАТ «Оболонь» «Пивоварня Зіберта» — підприємство харчової промисловості України, зайняте у галузі виробництва та реалізації пива і безалкогольних напоїв. Розташоване у місті Фастові Київської області. Дочірнє підприємство одного з найбільших виробників напоїв України ЗАТ «Оболонь».

## Історія
Пивоварний завод у Фастові було побудовано у 1906 році німецькими підприємцями Юліусом Зібертом і Германом Саальманом, того ж року було розпочато випуск першого фастівського пива. Початкові виробничі потужності становили 50 тис. дал пива на рік, пиво розливалося у бочки та продавалося у шинках міста та навколишніх сіл.

Фастівський пивзавод, серпень 2010 року

З приходом радянської влади підприємство було націоналізоване. У 1950-х роках реконструйоване та переобладнане для розливу пива у пляшки. Подальші реконструкції, проведені протягом 60-80-х років, сприяли підвищенню якості, збільшенню обсягів виробництва та розширенню асортименту продукції.
У 1986 році Фастівський пивзавод увійшов до пивобезалкогольного об'єднання, створеного на базі столичної «Оболоні». У 1990 році усі заводи об'єднання було взято в оренду з правом дострокового викупу. А вже 1992 року відбулася приватизація цих підприємств зі створенням закритого акціонерного товариства, до складу якого як дочірнього підприємства увійшов і Фастівський пивзавод.

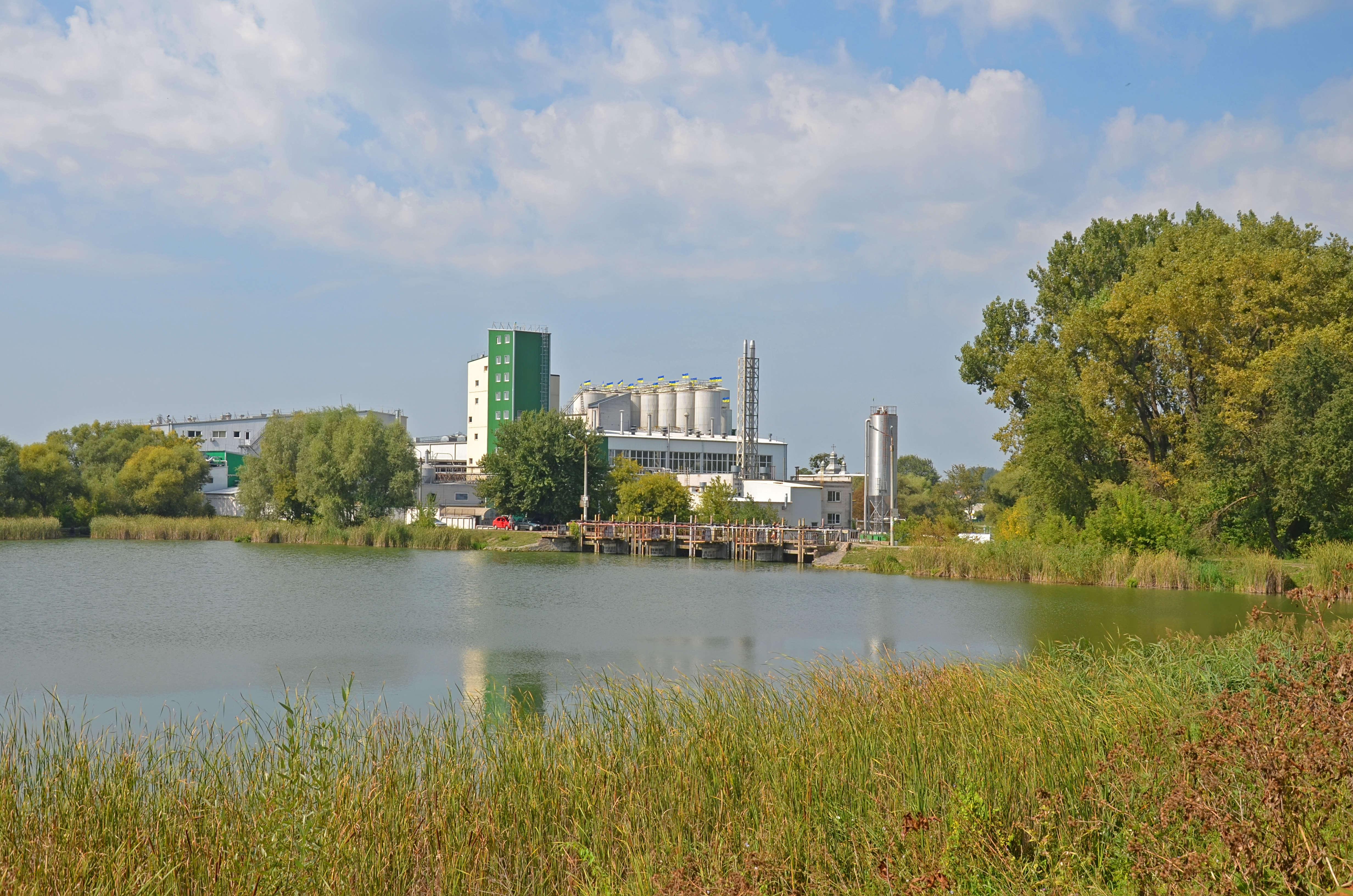
Пивоварня Зіберта.

З початку XXI століття на підприємстві проведено низку реконструкцій. У 2008—2009 роках у ході масштабного інвестиційного проекту вартістю понад 40 млн. євро встановлено сучасне німецьке устаткування для виробництва пива: додано нові ЦКТ, побудовано сучасний варильний порядок. В результаті виробничі потужності підприємства збільшені у 12 разів і становлять 12 млн декалітрів пива на рік.
Відзначаючи 100-річчя Фастівського пивзаводу, у 2006 році керівництво ЗАТ «Оболонь» ухвалило рішення про повернення підприємству історичної назви — «Пивоварня Зіберта».
Сьогодні «Пивоварня Зіберта» — це підприємство європейського зразка. Якість продукції, яка виробляється на пивоварні підтверджена міжнародною сертифікацією відповідно до стандартів ISO 9001:2001. З 2006 по 2008 рік на «Пивоварні Зіберта» створено 160 робочих місць, сьогодні на підприємстві працює 376 чоловік. Продукція заводу експортується на ринки 34 країн світу, зокрема Росії, Грузии, Польши, Белоруссии,Молдавии, Литви, Латвії, Естонії, Італії,Франції,Іспаній,Португалій, Британії, Німеччини, США,Канади,Кіпр,Ізраїль, Австралія.

## Асортимент продукції

Фірмовий кухоль «Колекція Зіберта — Портер».

### «Колекція Зіберта»
До 100-річчя Фастівського пивзаводу було виведено на ринок три сорти пива під ТМ «Колекція Зіберта»:
- Класичний англійський Портер — Густина 17,5 %. Алк.об. 7,2 %.
- Класичне німецьке Пшеничне — Густина 12,5 %. Алк.об. 5,2 %.
- Класичне фламандське Біле — Густина 11,5 %. Алк.об. 4,8 %.

Пиво торгової марки розливалося у скляні пляшки 0,5л та кеги.
Виведення ТМ «Колекція Зіберта» мало на меті посилення позицій «Оболоні» на преміальному сегменті ринку пива України. Торгова марка була покликана представити українському споживачеві набір класичних сортів пива, притаманних видатним пивоварним державам — Німеччині, Бельгії та Англії. Гаслом рекламної кампанії торговельної марки було «Якщо німецьке — то обов'язково пшеничне. Якщо фламандське — то обов'язково біле. Якщо англійське — то обов'язково портер».
ТМ «Колекція Зіберта» проіснувала на ринку трохи більше двох років, виробництво сортів цього пива було припинено на початку 2009 року.

### ТМ «Zibert»
На початку 2009 року «Пивоварня Зіберта» розпочала випуск пива ТМ «Zibert». На відміну від попередніх, новий бренд, названий на честь засновника броварні та виведений на ринок за складних економічних умов, орієнтована на нижчий ціновий сегмент. Асортимент включає:
- Зіберт Світле — Густина 11,5 %. Алк.об. 4,4 %.
- Зіберт Баварське — Густина 13,0 %. Алк.об. 5,6 %.
- Зіберт Біле — Густина 11,8 %. Алк.об. 4,5 %. Пиво з додаванням пшеничного солоду.

Пиво ТМ «Zibert» розливається в скляні пляшки 0,5л та ПЕТ-пляшки 1 та 2 л, кеги.

### Інша продукція
Підприємство також виробляє пиво «Оболонь Оксамитове» та квас живого бродіння «Богатирський». Тільки на «Пивоварні Зіберта» виробляються ексклюзивні сорти пива «Оболонь Біле» та «Оболонь Пшеничне», які поставляються на експорт у десятки країн світу.